# Psicologia analítica

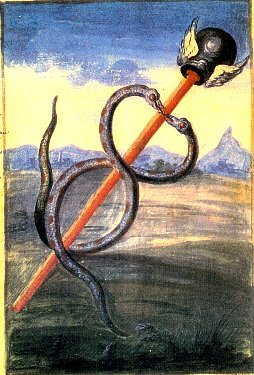
Al·legoria alquímica extreta dAlchemy per Nicolas Flamel, pel Cavaller Denys Molinier i que representa les energies conscients i inconscients que es combinen per curar la personalitat.

La psicologia analítica (Analytische Psychologie en alemany), també coneguda com a psicologia dels complexos i psicologia profunda, és la denominació oficial donada per Carl Gustav Jung el 1913 al seu propi corpus teòric i clínic, i al dels seus seguidors, diferenciant-se així de la psicoanàlisi freudiana, davant les discrepàncies conceptuals existents centrades fonamentalment en les teories de la libido, l'incest, l'energia psíquica i la naturalesa de l'inconscient. Es proposa investigar l'inconscient i l' "ànima", és a dir, la psique de l'individu.
La psicologia analítica, o "psicologia complexa" (Komplexe Psychologie en alemany), està a l'origen de molts desenvolupaments, tant en psicologia com en altres disciplines. Els seguidors de Jung són efectivament nombrosos i organitzats en societats nacionals del món. Les aplicacions i desenvolupaments dels postulats plantejats per Jung van donar lloc a una literatura densa i multidisciplinària.
Basat en una concepció objectiva de la psique, Jung va establir la seva teoria desenvolupant conceptes clau en el camp de la psicologia i psicoanàlisi, com el de "inconscient col·lectiu", de l'"arquetip" o la "sincronicitat". Es distingeix per tenir en compte mites i tradicions, revelant la psique, de totes les èpoques i de tots els continents, pel somni com a element central de comunicació amb l’inconscient i per l'existència d’instàncies psíquiques autònomes com ànimus per a la dona o ànima per a home, la persona o l'ombra, comuna a tots dos sexes.
Tenint en compte que la psique d’un individu està formada tant per elements de la vida personal del subjecte com per representacions que apel·len als mites universals i simbòlics, la psicoteràpia vinculada a la psicologia analítica s’estructura al voltant el pacient i té com a objectiu el desenvolupament del "Si mateix", mitjançant el descobriment d'aquesta totalitat psíquica a través de la noció de l'individuació.
El psiquiatre suís i els seus seguidors, a més, van més enllà del marc epistemològic de la psicoanàlisi freudiana per explorar disciplines com la ciència física o els tipus de personalitat, que inclouen en una teoria psíquica anomenada “analítica”. Aquesta integració d'altres disciplines ha donat lloc a nombroses divergències teòriques i els crítics de totes bandes han qüestionat la psicologia analítica, acusada de ser una psicologia de les races.
Jung anirà aixecant l'edifici conceptual de la psicologia analítica, en primer lloc amb l'elaboració d'una caracteriologia, Tipus psicològics (1921-1960). Aquesta part de la seva obra anirà des de la inauguració del Club Psicològic de Zuric (1916) fins als anys trenta. S'hi inscriuen les seves obres Zwei Schriften über analytische Psychologie (traducció espanyola, Dos escritos sobre psicología analítica, Madrid: Trotta, 2007), que recull Les relacions entre el jo i l'inconscient (1928), primera presentació acabada de la psicologia analítica; La dinàmica de l'inconscient (1952), conjunt dels seus textos teòrics fonamentals; sobre el fenomen de l'esperit en l'art i en la ciència; La pràctica de la psicoteràpia i El desenvolupament de la personalitat.

## Els postulats de la psicologia analítica

### La psique, o "ànima", objecte de psicologia analítica

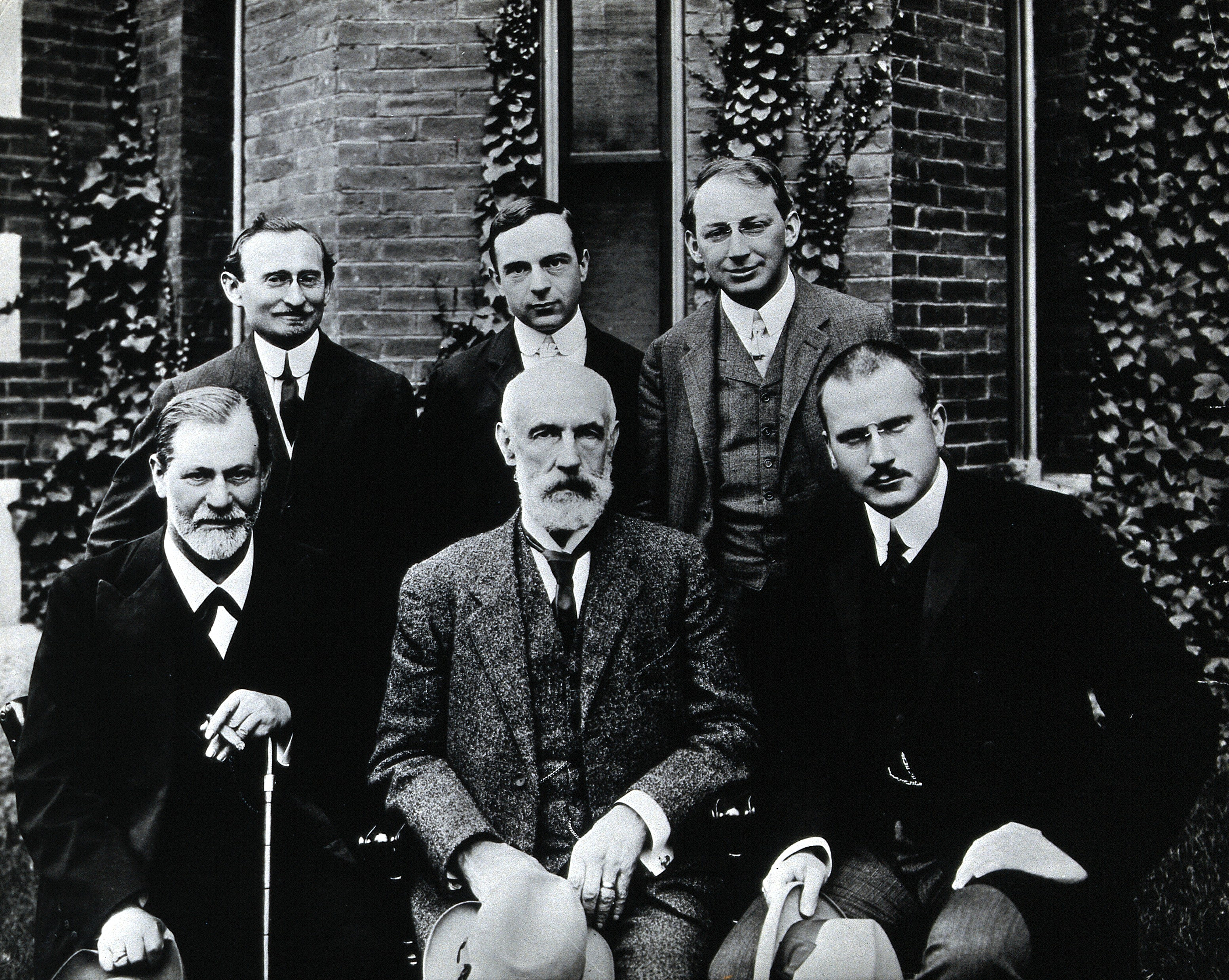
Asseguts, Sigmund Freud a l'esquerra i Carl Gustav Jung a la dreta. Universidad Clark, 1909.

La psicologia analítica descriu i revela "invariants de l'ànima", segons Jung. Es descriu com el lloc de trobada entre el conscient i l’inconscient, considerant-se aquest últim com una dinàmica que tendeix a equilibrar. Cada concepte de la psicologia jungiana dona sentit a un aspecte del sistema psíquic. Els termes "sistema psíquic", "psique" o "ànima" són alternativament utilitzats per Jung i els seus col·laboradors per designar la psique. Tanmateix, Jung no utilitza el terme "ànima" sense reconèixer les seves connotacions religioses, cosa que li va valer la crítica de "mística", sobretot de Freud o de Richard Noll. Per a la psicologia analítica, l'ànima humana, en el sentit psíquic, és naturaliter religiosa ("naturalment religiós" en llatí); en aquest sentit, aquesta teoria rehabilita la funció religiosa i espiritual en psicologia. Per a Jung, aquesta és efectivament l’única posició ètica que ens permet pensar en l’home en general: «Imaginem la relació entre Déu i l’ànima com vulguem, una cosa és certa: l’ànima no pot ser "res més que"; al contrari, té la dignitat d'una entitat a la qual se li dona coneixement d'una relació amb la divinitat».

Representació cònica de l'estructura de la psique segons la psicologia analítica :
1. el Jo ;
2. el conscient ;
3. l'inconscient personal ;
4. l'Inconscient col·lectiu ;
5. la part de l'inconscient col·lectiu que no es pot conèixer, anomenat «inconscient arcaic».

La psicologia analítica considera diverses rutes possibles per accedir a la psique, rutes que anomena "manifestacions psíquiques". Freud es va limitar al somni i al seu contingut latent, als lapsus i finalment als actes fallits, sense oblidar el comportament patològic i neuròtic, ja que Jung estén les manifestacions inconscients a la cultura i als sistemes de pensament. El somni, que continua sent, com a Freud, el «camí real» d’exploració de l’inconscient, i les visions, que són somnis que transgredeixen la barrera conscient, són, per tant, mitjans d’estudi directe de l’inconscient. Les fantasies, a més, són materials inconscients, que el mètode de la imaginació activa permet integrar. Les produccions estètiques (dibuixos, escrits...), incloses al·legories i gravats alquímics, són projeccions conscients de materials inconscients. Finalment, a un nivell més cultural, els mites són representacions d'arquetips. El camp de la parapsicologia és també per a Jung un reservori de fenòmens psíquics. La visió dels fantasmes, per exemple, s'explica per una projecció de complexos psíquics personificats.

### El somni i el mite
El 1916, Carl Gustav Jung va publicar "Punts de vista generals sobre la psicologia dels somnis", on desenvolupa la seva pròpia comprensió dels somnis, que difereix molt de la de Freud. Per a Jung, els somnis també són una porta oberta a l'inconscient, però amplia les seves funcions respecte del punt de vista freudià. Una de les principals funcions del somni és contribuir a l'equilibri psíquic compensant els judicis de la vida conscient: un home devorat per la seva ambició i la seva arrogància per exemple es veurà en un somni petit i fràgil. L'inconscient per a Jung mostra per aquest mitjà que la seva actitud és massa assegurada, massa conscient i es nega a la integració de parts inferiors de la personalitat, normalment pel caràcter arrogant: l'acceptació de cometre errors o de sentiments. Jung truca a aquest mecanisme de "compensació", una funció de restaurar l'equilibri natural de la psique. "Per estalviar estabilitat mental, i fins i tot fisiològica, és necessari que el conscient i l'inconscient estiguin completament connectats, per evolucionar paral·lelament" Per tant, un contingut inconscient es posa en imatges a través del símbol que, per a Jung, té una cara emocional i una cara intel·lectual. Alguns són personals, i altres són col·lectius i tenen esdeveniments existents en qualsevol moment; expressen les fases del procés individuació que es troben en estructures literàries, pintures, alquímia o mites.
La psicologia analítica és coneguda principalment pel seu estudi històric i geogràfic dels mites com a elaboració inconscient per explicar, pel símbol, l'estructura i les manifestacions de la psique. El mite representa directament els elements i fenòmens del col·lectiu inconscient i pot modificar-se, en la seva representació, a través de la història, però queden en els seus significats sempre similars. Si Jung es basa principalment en mites cristians o pagans (grecs i llatins), intenta no obstant demostrar que l'inconscient està compost de mitologia que es troba en totes les cultures. Llavors està interessat en les religions de l'hinduisme, del zoroastrisme o del pensament xinès, que totes són comunes pel que fa a les representacions dels fonaments de la psique. La psicologia analítica està interessada en el camp dels significats, partint de la hipòtesi que es troba en contacte constant amb els materials universals i simbòlics de la humanitat.

## Formació oficial d'analistes

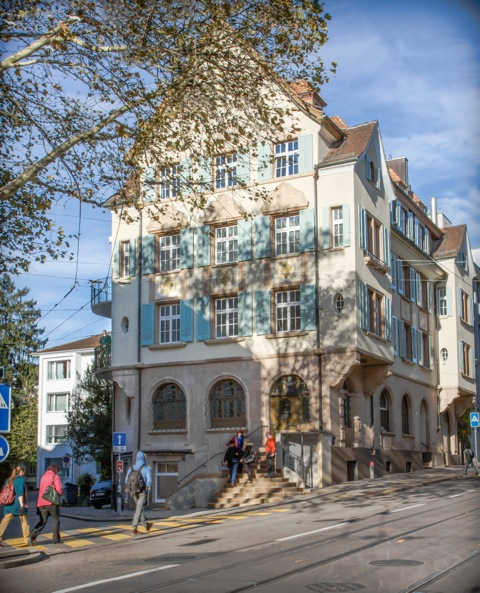
Internationales Seminar für Analytische Psychologie Zürich (ISAP Zürich).

La formació oficial d'analistes reconeguts per la International Association for Analytical Psychology (IAAP) ve regulada a cada país a partir de les diferents Societats que la integren a escala internacional.
L'analista junguià format oficialment és un psicòleg o psiquiatre, és a dir, un llicenciat en psicologia o medicina, que afegeix al seu bagatge professional i personal la interiorització dels aspectes teòrics i pràctics del model de la psicologia analítica, juntament amb l'experiència de l'anàlisi personal. Es desenvolupa al llarg d'un període mínim de tres anys de formació teòrica, si bé la formació completa requereix també el temps que el candidat necessiti per realitzar la formació pràctica, composta per hores d'anàlisi, supervisions i casos clínics, de manera que s'afegirien diversos anys més. Un cop superada, s'obté la Diplomatura en Psicologia Analítica, la qual cosa implica la pertinença automàtica a la IAAP.
A efectes d'evitar l'intrusisme professional dels autodenominats "psicòlegs junguians" sense aquesta formació oficial, abans de procedir a sol·licitar serveis psicològics professionals i/o acadèmics s'ha de consultar a les citades Societats de cada país oa la IAAP pròpiament dita, incloent-hi els corresponents Col·legis oficials de Psicologia i/o Medicina, en què se certificarà i aclarirà degudament la pertinença oficial i davant dels quals es podrà presentar la denúncia consegüent.